# Ульяновка (Березівський район)
Улья́новка — село Миколаївської селищної громади у Березівському районі Одеської області в Україні. Населення становить 594 особи.

## Населення
Згідно з переписом УРСР 1989 року чисельність наявного населення села становила 290 осіб, з яких 131 чоловік та 159 жінок.
За переписом населення України 2001 року в селі мешкали 594 особи.

### Мова
Розподіл населення за рідною мовою за даними перепису 2001 року:
| Мова       | Відсоток |
| ---------- | -------- |
| українська | 94,78 %  |
| російська  | 3,54 %   |
| молдовська | 1,35 %   |
| білоруська | 0,17 %   |